# Balete (Aklan)
Balete é um município de  quarta classe de renda municipal (d) na província Aklan, nas Filipinas. De acordo com o censo de 1 de maio  de  2020 possui uma população de 30 090 pessoas e 2 242 domicílios.